# Pinaleus bivittatus
Pinaleus bivittatus är en tvåvingeart som beskrevs av Mario Bezzi 1928. Pinaleus bivittatus ingår i släktet Pinaleus och familjen vapenflugor.
Artens utbredningsområde är Fiji. Inga underarter finns listade i Catalogue of Life.